# Maurice Gransart
Maurice Gransart (* 8. Juli 1930 in Marseille; † 27. April 2013) war ein französischer Fußballspieler.

## Karriere
Gransart begann 1938 in seiner Heimatstadt Marseille mit dem Fußballspielen. Er lief nacheinander für die Amateurmannschaften PSC Marseille, CS Marseille und Crédit Lyonnais Marseille auf, bevor er 1948 beim Erstligisten Olympique Marseille unterschrieb. Sein Debüt im Profifußball erreichte er, als er am 14. April 1949 mit 18 Jahren beim 4:2-Erfolg gegen den FC Metz in der höchsten französischen Spielklasse auflief. Bis September 1951 musste der 176 Zentimeter große Fußballer auf einen weiteren Einsatz warten, schaffte wenig später allerdings den Sprung zum Stammspieler auf der rechten Abwehrseite. Mit Marseille gelang ihm der Einzug ins nationale Pokalfinale 1954; der Spieler lief im Endspiel auf, auch wenn er die 1:2-Niederlage gegen den OGC Nizza nicht abwenden konnte. 
Im selben Jahr schlug er ein Angebot des RC Paris aus und entschied sich für den Verbleib bei seinem Klub. Am Ende der Saison 1955/56 zeichnete das Magazin France Football Grasnart als besten Rechtsverteidiger der Liga aus; den Sprung in die Nationalmannschaft erreichte er aber nie. Der Profi blieb seinem Verein treu, als Marseille 1959 in die zweite Liga abstieg. Nach einer letzten Partie am 21. Mai 1962 bei einem 2:0 gegen den CA Paris beendete Grasnart mit 31 Jahren nach 231 Erstligaspielen mit vier Toren und 28 Zweitligaspielen mit einem Tor seine Laufbahn; den Wiederaufstieg hatte er mit seiner Mannschaft zuvor verpasst. Mit Roland Gransart ergriff der Sohn des 2013 verstorbenen Maurice denselben Beruf und arbeitete darüber hinaus auch als Trainer.